# Pyroxenite Promontory
Pyroxenite Promontory är en udde i Antarktis. Den ligger i Västantarktis. Argentina, Brasilien, Chile och Storbritannien gör anspråk på området.
Terrängen inåt land är huvudsakligen kuperad, men den allra närmaste omgivningen är bergig. Trakten är obefolkad. Det finns inga samhällen i närheten. 